# Cmentarz rzymskokatolicki pw. św. Rocha w Parzęczewie
Cmentarz rzymskokatolicki pw. św. Rocha – zabytkowy cmentarz w Parzęczewie. Na terenie cmentarza znajduje się zabytkowy kościół pod tym samym wezwaniem.
Został założony na początku XVII wieku, pierwotnie jako cmentarz choleryczny. W XIX w. ogrodzono go ceglanym murem. Najstarszy zachowany nagrobek – proboszcza tutejszej parafii, ks. Franciszka Uzarskiego – pochodzi z 1873 roku.